# Western Digital
Western Digital Corporation (WD) – jeden z największych na świecie producentów dysków twardych. Firma posiada długą historię w zakresie przemysłu elektronicznego jako producent układów scalonych.
Western Digital został założony 23 kwietnia 1970 roku jako General Digital głównie jako producent sprzętu do testowania półprzewodników MOS. Firma szybko stała się producentem półprzewodników. W lipcu 1971 r. nazwę zmieniono na Western Digital. Wkrótce potem wydano pierwszy produkt: WD1402A UART.